# Antonio Serena
Antonio Serena (Padova, 1º marzo 1948) è un politico e saggista italiano.

## Biografia
Laureato in lingue straniere, in lettere moderne e in storia, e specializzato in storia contemporanea, Antonio Serena ha insegnato negli istituti superiori.

### Attività politica
Serena ha militato giovanissimo nel Movimento Sociale Italiano, iscrivendosi a 13 anni all'associazione studentesca Giovane Italia. Successivamente è stato consigliere comunale a Cornuda e a Vittorio Veneto.

#### L'esperienza federalista con Liga Veneta e Lega Nord
Negli anni '80 Serena è stato cofondatore del movimento federalista l'Uomo Qualunque (ispirato all'omonimo partito del dopoguerra) poi confluito nella Liga Veneta.
Nel 1992 è stato eletto al Senato della Repubblica con la lista della Lega Nord. Rieletto nel 1994 e nel 1996, in quest'ultima tornata elettorale è risultato il primo dei senatori eletti nel Veneto con 69 441 voti (46,55%). Ha ricoperto gli incarichi di segretario di presidenza del Senato, di capogruppo nella Commissione parlamentare antimafia e ha fatto parte della Commissione per il Trattato di Schengen. 
Nel 1993 fu il promotore, assieme ai senatori Donato Manfroi (Lega) e Luigi Biscardi (SD-Ulivo), dell'emendamento sull'abolizione del doppio stipendio per i parlamentari dipendenti dello Stato, approvato dal Parlamento nella Finanziaria Amato.
Contrario alle sanzioni comminate dall'Unione europea per la violazione dei limiti di produzione imposti agli allevatori con il sistema delle quote latte, prese parte a una manifestazione tenutasi a Tessera che sfociò in tafferugli con le forze dell'ordine. Per quella vicenda Serena fu indagato, ma la giunta per le autorizzazioni del Senato negò l'autorizzazione a procedere..
Vicino alle tesi di Gianfranco Miglio, solidarizzò con il gruppo di attivisti per l'autodeterminazione del Veneto, noto come Serenissimi, promotori di alcuni gesti dimostrativi culminati nel 1997 con l'assalto al campanile di San Marco. Nel 1998 insieme ad altri esponenti della Liga Veneta lasciò la Lega Nord per dissensi sul tema della secessione. In ottobre si iscrisse al gruppo misto, fondando con il senatore Donato Manfroi la componente Liga Veneta Repubblica.
Nell'elezione del Presidente della Repubblica del 1999 fu il candidato di bandiera della Liga Veneta e ottenne 6 voti Nel 2000 dichiarò vicinanza al leader nazionalista austriaco Jörg Haider.

Erich Priebke durante il processo (1996)

#### L'ingresso in AN e il caso Priebke
Dopo tre legislature nella Lega, nel 2000 entrò in Alleanza Nazionale, e nel 2001 fu eletto alla Camera alle elezioni politiche del 2001 con il proporzionale nella Circoscrizione Veneto 2. Nella XIV legislatura è stato il deputato che ha presentato il maggior numero di disegni di legge.
Nel 2003, in occasione della visita in Israele, contestò a Gianfranco Fini l'aver assunto posizioni occidentaliste e sioniste.In precedenza, il 12 settembre 2003, inviò una lettera di dimissioni da Alleanza Nazionale recandosi successivamente a Palazzo Chigi per motivare le ragioni del suo gesto al Presidente Gianfranco Fini Nello stesso periodo si spese pubblicamente perché fosse concessa la grazia all'ufficiale nazista Erich Priebke che nel 1996 il Tribunale Militare di Roma aveva mandato libero venendo però rinchiuso in un'aula del Tribunale assieme ai giudici che avevano appena pronunciato la sentenza da un gruppo di facinorosi appartenenti alla comunità ebraica di Roma. In seguito all' intervento del Ministro della Giustizia Giovanni Maria Flick, il giorno seguente Priebke fu riarrestato con un escamotage e, nuovamente incarcerato a Regina Coeli, l'anno successivo verrà condannato all' ergastolo per l'eccidio delle Fosse Ardeatine. Nonostante queste sue prese di posizione, in particolare nei confronti del ministro Giovanni Maria Flick, Serena nel 2001 era stato candidato ed eletto con il proporzionale nelle liste di Alleanza Nazionale nella circoscrizione Veneto 2 venendo successivamente sospeso e poi espulso da Alleanza Nazionale per aver inviato a tutti i parlamentari, su richiesta dell'avv. Paolo Giachini, legale di Priebke,  una cassetta video che ricostruiva in modo imparziale la vicenda dell'ufficiale tedesco. In realtà, come si è detto, già mesi prima il deputato aveva consegnato nelle mani di Fini una lettera di dimissioni, annunciando pubblicamente la sua decisione di abbandonare il partito. Nelle tre legislature precedenti al Senato, Serena aveva sempre sostenuto che Priebke fosse oggetto di "crudeli e inutili comportamenti" per fatti avvenuti 52 anni prima e ne aveva chiesto la grazia per "ragioni umanitarie" anche in ragione dell'età del detenuto. Durante tutto il suo mandato parlamentare alla Camera e al Senato, Serena presentò interrogazioni, disegni di legge e compì continue visite al carcere di Rebibbia, al fine di permettere che i detenuti ultraottantenni potessero lasciare il carcere..
Antonio Serena aderì alle tesi di Giacinto Auriti sulla presunta politica usuraia delle banche e gli indirizzi del Fondo Monetario Internazionale e le sostenne con interrogazioni e disegni di legge. In un'interrogazione alla Camera dei deputati nel dicembre 2005 Serena chiese l'intervento del governo in materia di abolizione del signoraggio bancario.

## Saggistica
Antonio Serena ha pubblicato diversi saggi di orientamento revisionista sulla seconda guerra mondiale e in particolare sulla guerra civile in Italia, con l'intento di portare alla luce i crimini delle formazioni partigiane e dei militari angloamericani nel Nord Italia negli ultimi anni del conflitto e nei mesi successivi alla Liberazione.
Nel 1990 Serena diede alle stampe il libro "I giorni di Caino" un documentato saggio sui crimini partigiani nel Veneto che ebbe una forte eco a livello nazionale registrando un alto volume di vendite e dando vita ad una nuova stagione del revisionismo  storico della guerra civile in Italia. Successivamente Giampaolo Pansa volle incontrarlo negli uffici della Camera dei deputati a Roma chiedendogli di poter attingere alle sue ricerche
Nel 2014 è stato tra i consulenti storici del regista Antonello Belluco per il film "Il segreto di Italia" con Romina Power ispirato all'eccidio di Codevigo.

### Pubblicazioni
- L'epurazione in Francia nel secondo dopoguerra, Ferretti Bologna 1974.
- La Repubblica di Vichy, Ferretti, Bologna 1980.
- I giorni di Caino, Panda, Padova 1990; rist. Manzoni, 2 voll., Treviso 2001.
- Bestiario parlamentare, Ottaviani ed., Verona 1995.
- La cartiera della morte, Mursia, Milano 2009.
- I fantasmi del Cansiglio, Mursia, Milano 2011.
- La strage di Oderzo, Manzoni, Treviso 2013.
- Drieu, aristocratico e giacobino, Settimo Sigillo, Roma 2014.
- Benedetti assassini, Ritter, Milano 2015.
- Il partigiano Eolo, Ritter, Milano 2017.
- Scene da un divorzio, Manzoni, Treviso 2023.
- Banditi a Zapparè, Manzoni, Treviso 2024.
- Operazione Piave", un massacro cercato (1944), Mursia, Milano 2025.